# Streets of Fire
Calles de fuego (en inglés: Streets of Fire), es una película estadounidense de acción de 1984 dirigida por Walter Hill, escrita por Hill junto a Larry Gross y protagonizada por Michael Paré, Diane Lane, Rick Moranis y Willem Dafoe.
Se trata de un western urbano contemporáneo, considerado como film de culto gracias a su acción, música rock y su estética de cómic, e incluso es evaluada como una imprescindible película de la década de los 80.

## Sinopsis
Una fábula de rock atemporal en medio de un panorama de desenfreno y rock & roll. La banda de criminales llamada Los Bombarderos, dirigida por el peligroso Raven Shaddock (Willem Dafoe), secuestra a la preciosa cantante de moda Ellen Aim (Diane Lane). La esperanza de ser rescatada de su secuestrador descansa en unos atípicos héroes: el cazafortunas Tom Coddy (Michael Paré), quien era el viejo novio de Ellen, y su ayudante y exsoldado McCoy (Amy Madigan), quien puede reparar todo lo que tenga ruedas. Ambos contarán con la ayuda del mánager de la cantante, Billy Fish (Rick Moranis). Todos juntos se introducirán en un mundo de calles peligrosas, coches rápidos y asesinos por doquier.

## Reparto
- Michael Paré como Tom Cody
- Diane Lane como Ellen Aim
- Rick Moranis como Billy Fish
- Willem Dafoe como Raven Shaddock
- Bill Paxton como Clyde
- Amy Madigan como McCoy

## Recepción crítica y comercial
Según la página de Internet Rotten Tomatoes obtuvo un 60% de comentarios positivos. Destacar el comentario del crítico cinematográfico Michael A. Smith: 

"¿Dónde te has ido, Michael Paré? Verdaderamente la he disfrutado."
Michael A. Smith.

Recaudó 8 millones de dólares en Estados Unidos. Se desconoce cuáles fueron las recaudaciones internacionales. El presupuesto invertido en la producción fue de aproximadamente 14 millones.

## Producción
Calles de fuego se rodó en diversas poblaciones de Estados Unidos, destacando ciudades como Los Ángeles o Chicago.
El grupo Fire Inc. formó parte de la banda sonora de la película.

## Lanzamiento en DVD
Calles de fuego salió a la venta en Estados Unidos el 22 de julio de 1998, en formato DVD. El disco contiene menús interactivos, acceso directo a escenas y subtítulos y audio en múltiples idiomas. En España se encuentra disponible bajo pedido en las tiendas Fnac, en formato DVD. El disco contiene menús interactivos, acceso directo a escenas, subtítulos y audio en múltiples idiomas y tráileres cinematográficos.